# Tour de l'Horloge de Saint-Jean-d'Angély
La Tour de l'Horloge, bâti entre le XIIIe siècle et le XVIIIe siècle, est située à Saint-Jean-d'Angély, en France. Cette construction a été classée au titre des monuments historiques en 1892.

## Historique
Seul vestige d'un édifice plus important, l'échevinage fut construit entre 1275 et 1277.
La tour actuelle fut édifiée de 1406 à 1410, remplaçant une tour ruinée durant la guerre de Cent Ans. Elle servit de beffroi à l'échevinage (construit entre 1275 et 1277) ; en 1765, cet édifice s'écroule sauf la tour qui reste debout.
Le bâtiment est classé au titre des monuments historiques par arrêté du 25 avril 1892.

## Architecture

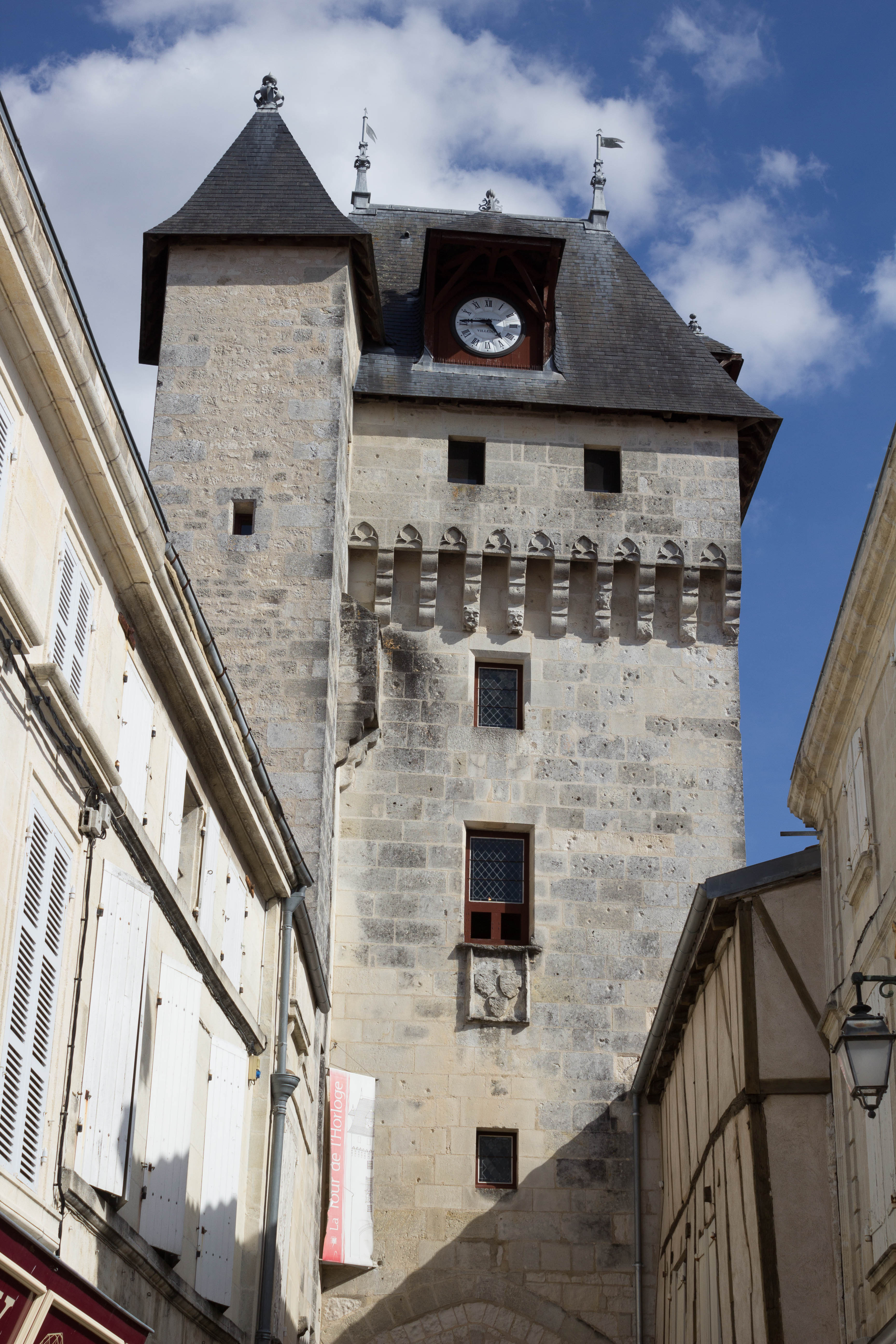